# نبرد نخست تکریت
نبردِ نخستِ تکریت نبردی بود که در پیِ آن، شهرِ تکریت (مرکزِ استانِ صلاح الدینِ عراق) بدستِ نیروهای دولتِ اسلامی (داعش) و حزب بعث - منطقه عراق در پیِ حمله به شمال عراق (۲۰۱۴) اشغال شد. این نبرد در فاصلهٔ ۲۶ تا ۳۰ ژوئن ۲۰۱۴ میلادی رخ داد.

## کشتار در پایگاه هوایی اسپایکر
کشتارِ جمعی‌ِ کمپِ اسپایکر (به‌دستِ نیروهای داعش) در پایگاهِ هواییِ اسپایکر در تکریت عراق در فاصلهٔ میان ۱۱–۱۵ ژوئن ۲۰۱۴ میلادی به‌وقوع پیوست. در زمان یورش، در حدود ۴۰۰۰ دانشجوی نظامی غیرمسلح در پایگاه بودند. در این میان، ۱۷۰۰ دانشجوی شیعهٔ غیرمسلح این پایگاه هوایی به‌طور جمعی قتل‌عام شدند.